# Paris Live Session
Albums de Lily Allen
F.U.E.P.
(2009)
Paris Live Session est extended play exclusivement enregistré pour iTunes de la chanteuse anglaise Lily Allen, sorti le 24 novembre 2009 par Regal Recordings .

## Liste des pistes
| No | Titre                            | Auteur                                                         | Durée |
| -- | -------------------------------- | -------------------------------------------------------------- | ----- |
| 1. | Fuck You                         | Lily Allen, Greg Kurstin                                       | 3:53  |
| 2. | 22 (Vingt Deux) (featuring Ours) | L. Allen, G. Kurstin                                           | 3:58  |
| 3. | The Fear                         | L. Allen, G. Kurstin                                           | 3:17  |
| 4. | Littlest Things                  | L. Allen, Herve Roy, Mark Ronson, Pierre Bachelet, Santi White | 3:32  |
| 5. | Everyone's At It                 | L. Allen, G. Kurstin                                           | 4:33  |